# Адриана Крначова
Адриана Крначова (чеш. Adriana Krnáčová; Братислава, 26. септембар 1960) је чешка пословна жена и политичарка. Била је градоначелник Прага од новембра 2014. до новембра 2018. године и била је прва жена која је обављала ту функцију.
Адриана Крначова је завршила Факултет уметности, Универзитет Comenius, Братислава - Наука о ликовној уметности и језицима  и магистрирала на Универзитету DePaul у Чикагу. Крначова говори чешки, словачки, немачки, мађарски, енглески, руски и италијански језик. 

## Професионална каријера
2014: Министарство унутрашњих послова Чешке, Заменик министра унутрашњих послова за јавну управу и законодавство
2009-2014: BleuOceanSolutions, стратешки маркетинг, олакшавање и ПР
2007-2009: Johnson&Johnson,Ltd. Директор за комуникације и члан Управе
2001-2007: Transparency International - Чешка, Извршни директор
2000-2001: Transparency International - Чешка, Праг, консултатoрка
1995 - 1998: Makum, Сувласник и извршни директор (Комерцијална галерија)
1991 - 1995: Сорош центар за савремену уметност, Братислава, Словачка. 
Пре него што је постала градоначелник Прага, Крначова је била шеф чешког огранка не-владине организације Transparency International, а накратко је билa и заменик министра унутрашњих послова за јавну управу и законодавство у Влади Чешке Републике.

## Градоначелник Прага
Крначова је изабрана за градоначелника као представник странке ANO 2011, коју је основаo и коју тренутно води Андреј Бабиш. На локалним изборима 2014. године ANO 2011 је освојиla 22,1% гласова, изабравши 17 одборника (од 65), док је сама Крначова освојила 1,63% гласова. Она је заменила Томаша Худечека који је био градоначелник од 20. јуна 2013. 
На изборима за органе градске власти у Прагу 2018. одбила је да се кандидује за место у Скупштини општине а на месту градоначелника наследио је кандидат Пиратске странке Зденек Хриб. 

## Лични живот
Крначова је словачког порекла. Разведена је и мајка троје деце.